# Pierre-Antoine Lévi
Pour les articles homonymes, voir Lévi.
Pierre-Antoine Lévi, né le 15 mai 1965 à Batna (Algérie), est un homme politique français. Sénateur de Tarn-et-Garonne depuis son élection intervenue le 27 septembre 2020, il siège dans le Groupe Union centriste.

## Biographie

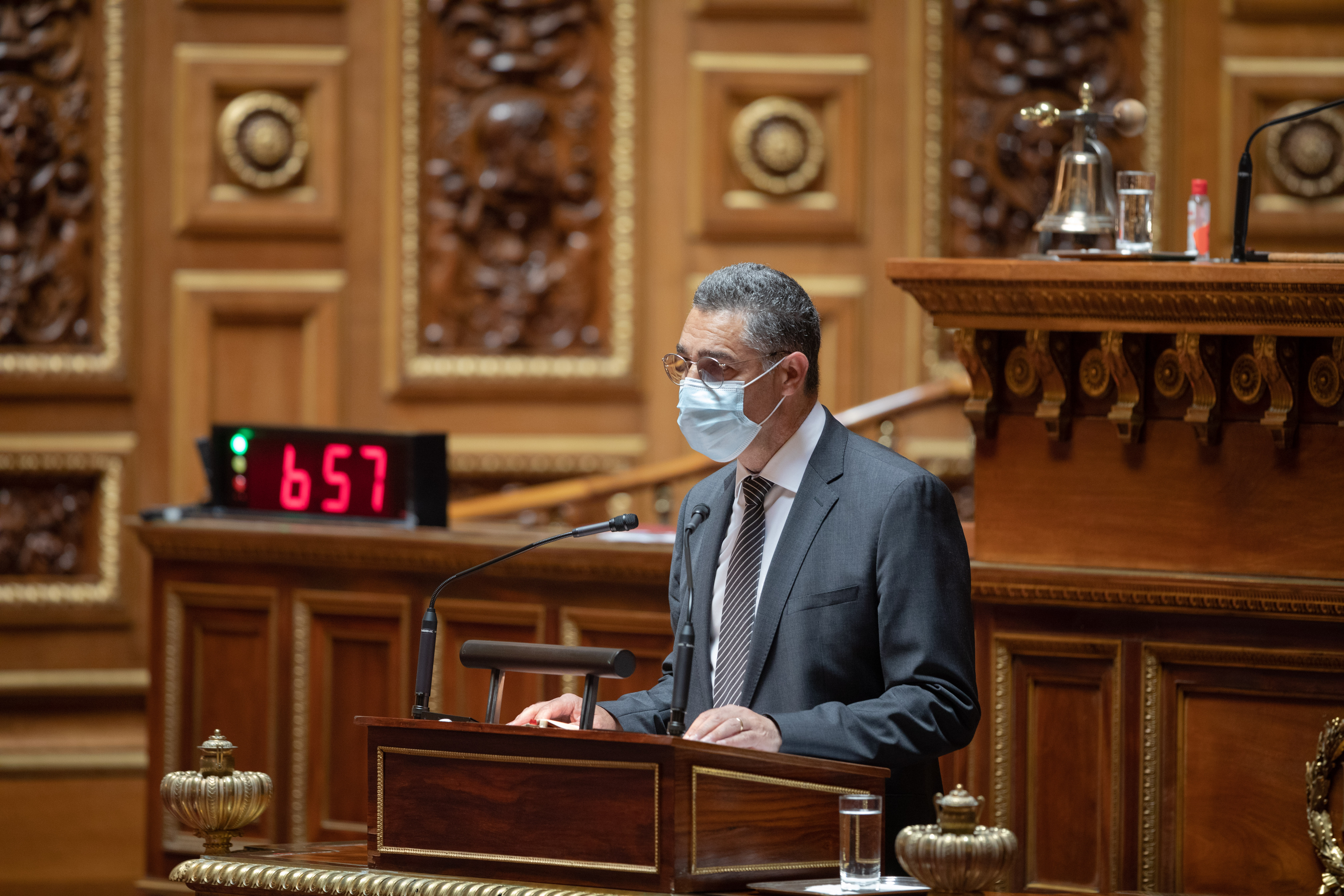
A la tribune du Sénat

Pierre-Antoine Lévi est issu d'une famille juive française algérienne. Il est le fils de Jacques Lévi, né à Constantine le 6 février 1927, administrateur civil pendant les événements d'Algérie puis avocat et bâtonnier à Montauban, et président de l'Association cultuelle israélite de Montauban, et de Simone Lévi, née le 8 février 1932, directrice d’école.

### Parcours professionnel
Après avoir intégré le secteur bancaire le 1er février 1987, Pierre-Antoine Lévi fait toute sa carrière au Crédit lyonnais. Au terme de quatre années passées en Ariège (Saint-Girons et Pamiers), le Crédit Lyonnais lui propose, en 1991, d’intégrer une agence à Blagnac (Haute-Garonne). A 26 ans, il devient conseiller commercial professionnel. 
Avec plusieurs diplômes obtenus par la voie interne, il devient directeur d’agences : d’abord de l’agence de Toulouse Lalande (Haute-Garonne), de 1995 à 1997, puis de l’agence de Muret (Haute-Garonne) de 1997 à 1998. Dès le mois de mars 1998 et ce, jusqu’en septembre 2002, Pierre-Antoine Lévi occupe les fonctions de directeur d’unité commerciale, pilotant les agences de Muret, Cugnaux et Tournefeuille (Haute-Garonne). De septembre 2002 au mois de juillet 2005, il est directeur de centres d’affaires professionnels et entreprises de Toulouse.
En 2005, il exerce dans la Banque privée. De juillet 2005 à juin 2007, en qualité de conseiller Pôle d’Affaires Patrimoniales, il gère un portefeuille de clients sur l’agglomération Toulousaine. En juin 2007, il devient Conseiller en Banque Privée jusqu’en janvier 2012. Il se voit attribuer la gestion d’un portefeuille de 350 clients composés, essentiellement, de professions libérales. De janvier 2012 à octobre 2020, il est directeur du Pôle Banque privée du LCL Midi-Pyrénées

## Parcours politique

### Premier adjoint de la ville de Montauban
Pierre-Antoine Lévi n’a jamais été encarté dans un parti politique mais se réclame de centre droit.
En mars 2008, il devient le premier adjoint de la maire de Montauban, Brigitte Barèges. Il reçoit la délégation des finances, de la vie civile et devient le correspondant armée-défense du territoire.
Jusqu’en juillet 2020, Pierre-Antoine Lévi reste premier adjoint chargé des finances, et est auss premier vice-Président du SIRTOMAD (Syndicat de traitement des déchets et d’ordres ménagères), président du SCOT (Schéma de cohérence territoriale de Montauban), et vice-président de la Communauté d’agglomération du Grand Montauban.
Lors des élections municipales du 28 juin 2020, la maire « Les Républicains » Brigitte Barèges, réélue pour un quatrième mandat, juge nécessaire de renouveler l’exécutif de la Commune. Elle décide de le reléguer au poste de troisième adjoint et de lui retirer ses fonctions de président du SCOT et de vice-président du Grand Montauban à l’exception de sa délégation d’adjoint aux finances.
Il vote en faveur de Brigitte Barèges lors du conseil municipal d’intronisation du 5 juillet, et annonce, devant l’assemblée des conseillers de la ville, qu’il démissionne de ses fonctions.

### Sénateur de Tarn-et-Garonne
Quelques semaines après avoir démissionné de la mairie de Montauban, Pierre-Antoine Lévi annonce sa candidature, en août, aux élections sénatoriales qui auront lieu, six semaines plus tard, le 27 septembre 2020.
Lors des élections du 27 septembre 2020, Pierre-Antoine Lévi recueille 164 voix au premier tour et 242 au second tour. Il est élu sénateur de Tarn-et-Garonne en devançant d’une seule voix le candidat PRG Jean-Paul Térenne qui finit troisième de cette élection avec 241 voix. 
Pierre-Antoine Lévi siège dans le Groupe Union Centriste, présidé par Hervé Marseille.